# Вакуров, Константин Иванович
Константин Иванович Вакуров (1895, Казань, Российская империя — 1956, Ленинград, СССР) — советский инженер-конструктор.

## Биография
В 1914 году в Казани окончил механико-техническое училище. После призыва в армию был направлен в школу прапорщиков, которую закончил в 1915 году, получив звание прапорщика. Был направлен на фронт. В боях в районе города Станислава получил контузию. Лечился в госпитале г. Черкассы. После лечения был направлен в свой полк. По болезни, в сентябре 1917 года был направлен в Казань на лечение.
В период с 1917 года по 1922 год работал в Казани на пороховом заводе. В 1922 году был мобилизован и проходил службу в 1-м стрелковом полку. В феврале 1923 года демобилизовался и переехал на постоянное место жительства в Ленинград, где поступил в ЛЭТИ, однако из-за материальных трудностей не окончил.
С 1926 года работал на заводе «Электросила» имени С. М. Кирова конструктором. В период Великой Отечественной войны с 1 сентября 1942 года был переведен на завод «Уралэлектроаппарат». В 1942 году под руководством К.И. Вакурова. были выполнены восстановительные работы, ранее демонтированных гидрогенераторов для Волховской ГЭС.
С 1947 года работал заместителем начальника бюро гидрогенераторов. Под его руководством были разработаны проекты для Днепровской, Сталинградской и других ГЭС.

## Награды и премии
- Сталинская премия второй степени (1950) — за создание гидрогенератора для Днепрогэс имени В. И. Ленина
- Орден «Знак Почёта»
- Медаль «За оборону Ленинграда»